# Viktor Blaess
Viktor Blaess (* 12. September 1876 in Viernheim; † 16. August 1951 in Darmstadt) war ein deutscher Maschinenbau-Ingenieur.

## Leben
Viktor Blaess wurde als Sohn des Gutsbesitzers Edmund Blaess und seiner Ehefrau Marie Babette geb. Forrer geboren. Er studierte von 1896 bis 1902 an der TH Darmstadt, wo er 1907 auch promovierte. Danach ging er zunächst zu den Borsigwerken. Von 1905 bis 1909 war er Oberingenieur bei der Firma Schiele in Frankfurt/M.
Am 1. Oktober 1910 erhielt der Regierungsbaumeister Blaess zudem den Titel eines Diplomingenieurs. In diesem Jahr wurde er Privatdozent für Technische Mechanik und Rotationsmaschinen an der TH Darmstadt. Ab 1916 hielt er als Honorarprofessor an der TH Darmstadt Dynamik-Vorlesungen. 1919 wurde er dort außerordentlicher Professor, 1920 dann ordentlicher Professor für angewandte Mechanik und Schwingungslehre,
Er gründete ein Laboratorium und eine Werkstatt und schuf bis 1936 eine größere Sammlung dynamischer Lehrmodelle. Blaess gilt neben Lebrecht Henneberg und Wilhelm Schlink als einer der Gründerväter der Mechanik an der TH Darmstadt.
Blaess hat in den frühen 1940er Jahren neben zahlreichen anderen Darmstädter Professuren an den Forschungen zur Raketentechnologie im Vorhaben Peenemünde mitgewirkt.
Viktor Blaess wurde zum Ende des Wintersemesters 1948/49 emeritiert.
Blaess war seit 1903 mit Maria Hangen, Tochter des Darmstädter Professors Philipp Hangen, verheiratet.